# Список переименованных населённых пунктов Самарской области
В данном списке приведены населённые пункты, расположенные согласно современному административно-территориальному делению в Самарской области России, название которых изменялось.
- Па́вловка → Бога́тое (сельский населённый пункт)[1]
- Царёвщина, также Большая Царёвщина, Царёво-Курганская слобода, село Рождественское → Во́лжский (1961)[2]
- посёлок Кашпирской РТС → Елизарово (1973)[3].
- Колдыбань → Красноарме́йское (сельский населённый пункт)[1]
- Батра́к, Батрако́в (XVI век, деревня), более поздняя форма Батраки́ → Октябрьск (1956, город)[4]
- Переволо́цкая (1614, слобода) → Переволо́ка, Переволо́ки, Перева́ловка (село) → Междуре́ченск (1965, посёлок городского типа)[5]
- Столы́пино → Междуре́чье (сельский населённый пункт)[6]
- Кожемяки → Первомайский (сельский населённый пункт)[1]
- Сама́ра (1586) → Ку́йбышев (1935) → Самара (1991)[7]
- Ста́врополь (1737, укреплённый пункт; с 1780 — город), также Ставрополь-на-Волге → Толья́тти (1964) [8]
- Ива́щенково (около 1906) → Троцк (около 1918) → Чапа́евск (1929)[9]

## Источник
- Е. М. Поспелов. Имена городов: вчера и сегодня (1917—1992): Топонимический словарь. — Москва: Русские словари, 1993. — 249 с.